# Megalommum oculatum
Megalommum oculatum är en stekelart som beskrevs av Szepligeti 1900. Megalommum oculatum ingår i släktet Megalommum och familjen bracksteklar. Inga underarter finns listade i Catalogue of Life.